# Ramón Beteta
Ramón Beteta Quintana (* 7. Oktober 1901 in Mexiko-Stadt; † 5. Oktober 1965) war ein mexikanischer Botschafter.

## Leben
Seine Eltern waren die Latifundisten Sara Quintana und Enrique Beteta Méndez. Sein älterer Bruder war Ignacio Beteta Quintana, der zwischen 1934 und 1939 Stabschef (Estado Mayor Presidencial) von Präsident Lázaro Cárdenas del Río sowie anschließend von 1939 bis 1940 in dessen Regierung Minister für öffentlichen Unterricht ( Secretarío de Educación Pública) war. Sein Neffe und Sohn von Ignacio Beteta Quintana war der spätere Finanzminister und Gouverneur des Bundesstaates México Mario Ramón Beteta.
Er besuchte die Schule in Mexiko D.F. 1919 besuchte er die Escuela Nacional Preparatoria (Mexiko) und schloss 1920 seine Studien ab. Sein Abitur wurde an der University of Texas anerkannt und er erhielt 1923 ein Betriebswirtschaftsdiplom. 1926 erhielt er ein Diplom der Rechtswissenschaft der Escuela Nacional de Jurisprudencia und wurde 1934 zum Doktor der Sozialwissenschaften promoviert. Er war von 1924 bis 1942 Professor am neugegründeten Lehrstuhl für Wirtschaftswissenschaft. Von 1925 bis 1928 lehrte er an der Escuela Nacional Preparatoria und an Gymnasien in Mexiko-Stadt. Er war Mitglied der Liga Freischaffenden und Intellektuellen des Partido de la Revolución Mexicana. Er war Wahlkampfleiter von Miguel Alemán Valdés und im Kabinett von drei Präsidenten. Von 1933 bis 1935 leitete er das Departamento de Estadística Nacional, in der Secretaría de Industria y Comercio. 1934 vertrat er die mexikanische Regierung auf einem internationalen Kongress über Statistik in London.
Von 1936 bis 1940 war er Staatssekretär in der Secretaría de Relaciones Exteriores. 1936 vertrat er die mexikanische Regierung auf der Conferencia Interamericana de Consolidación de Paz in Buenos Aires. 1940 vertrat er die mexikanische Regierung auf einem Techniker-Kongress in Washington.
Von 1940 bis 1945 war er Staatssekretär im Finanzministerium. Ramón Beteta Quintana war von 1946 bis 1952 in der Finanzminister im Kabinett von Miguel Alemán Valdés.
1951 war er Gegenkandidat von Adolfo Ruiz Cortines um die Präsidentschaft. Von 1958 bis 1964 leitete er die Tageszeitungen Novedades, Diario de la tarde und The News de la Ciudad de México.
| Vorgänger                 | Amt                                                                      | Nachfolger              |
| ------------------------- | ------------------------------------------------------------------------ | ----------------------- |
| Eduardo Suárez            | Secretarío de Hacienda y Crédito Público 1946 bis 1952                   | Antonio Carrillo Flores |
| Carlos Darío Ojeda Rovira | mexikanischer Botschafter in Budapest 1. Juni 1953 bis 11. Februar 1959  | Fernando Casas Alemán   |
| Carlos Darío Ojeda Rovira | mexikanischer Botschafter in Rom 1. Juni 1953 bis 11. Februar 1959       | Fernando Casas Alemán   |
| José Gorostiza            | mexikanischer Botschafter in Athen 9. Dezember 1955 bis 11. Februar 1959 | Fernando Casas Alemán   |